# Ministry
Ministry é uma banda estadunidense de metal industrial formada em Chicago, Illinois

## História
A banda foi formada em 1981 por Alain Jourgensen, filho de refugiados cubanos. Musicalmente falando o Ministry começou synth pop, sendo um pioneiro do estilo nos EUA. Após lançar alguns compactos pelo selo Wax Trax!, a banda assina com uma gravadora grande (a Arista Records) e lança With Sympathy. Apesar de musicalmente competente, o álbum não teve o mesmo éxito comercial de seus contemporâneos New Romantic (Depeche Mode, Eurythmics, Duran Duran, etc). Jourgensen disse, numa entrevista à Kerrang!, que o álbum "não valia nem ser roubado" e que tinha sido gravado sob pressão da gravadora.
No ano seguinte o Ministry embarca numa turnê europeia ao lado do Front 242; é aí que o som do grupo começa a ficar mais pesado. Também em 1984 Jourgensen ouve "People Are People" do Depeche Mode. Esse compacto tinha sido produzido por Adrian Sherwood, originalmente um produtor de Dub que começara a produzir bandas de Música industrial. "People Are People" era pop, mais toda sua "instrumentação" era feita de found-sounds: tubos, ferramentas, etc.
Com Sherwood a bordo, a "banda-de-um-homem-só" lança Twitch, um álbum mais denso de que o seus primeiros lançamentos, já contando com vários samplers (tendência que continuaria mais tarde). Durante a turnê do disco Jourgensen conhece Paul Barker, baixista do The Blackouts, e a partir daí forjam uma parceria que duraria quase 20 anos. Em 1987 Jourgensen têm uma epifania musical quando volta tocar guitarra. "Ninguém nunca tinha tocado Thrash metal com uma bateria eletrônica" disse, anos depois. Jourgensen nunca chegou a comentar o que realmente tinha o inspirado para tomar tal atitude. No entanto, se verificarmos o catálogo da Wax Trax!, vemos que essa gravadora de Chicago foi a responsável pelo lançamento do compacto "Envoyé" (1986), do Young Gods, nos Estados Unidos.
Em 1988, com a entrada de William Rieflin, a banda grava o influente The Land of Rape and Honey, definindo de uma vez o metal Industrial. Esse disco, quase dez anos depois, alcança o status de disco de ouro nos EUA. The Mind Is a Terrible Thing to Taste segue um ano depois, ainda mais "metálico" que o disco anterior. Foi o segundo disco de ouro do Ministry, um feito, sem dúvida, para uma música tão cáustica e agressiva. Após o lançamento do álbum mais bem sucedido de suas carreiras -Psalm 69: The Way to Succeed and the Way to Suck Eggs - e alguns fracassos (Filth Pig, The Dark Side of the Spoon, etc), Paul Barker sai da banda.
O álbum Moral Hygiene foi eleito pela Loudwire como o 34º melhor álbum de rock/metal de 2021.